# Rzepowy Żleb

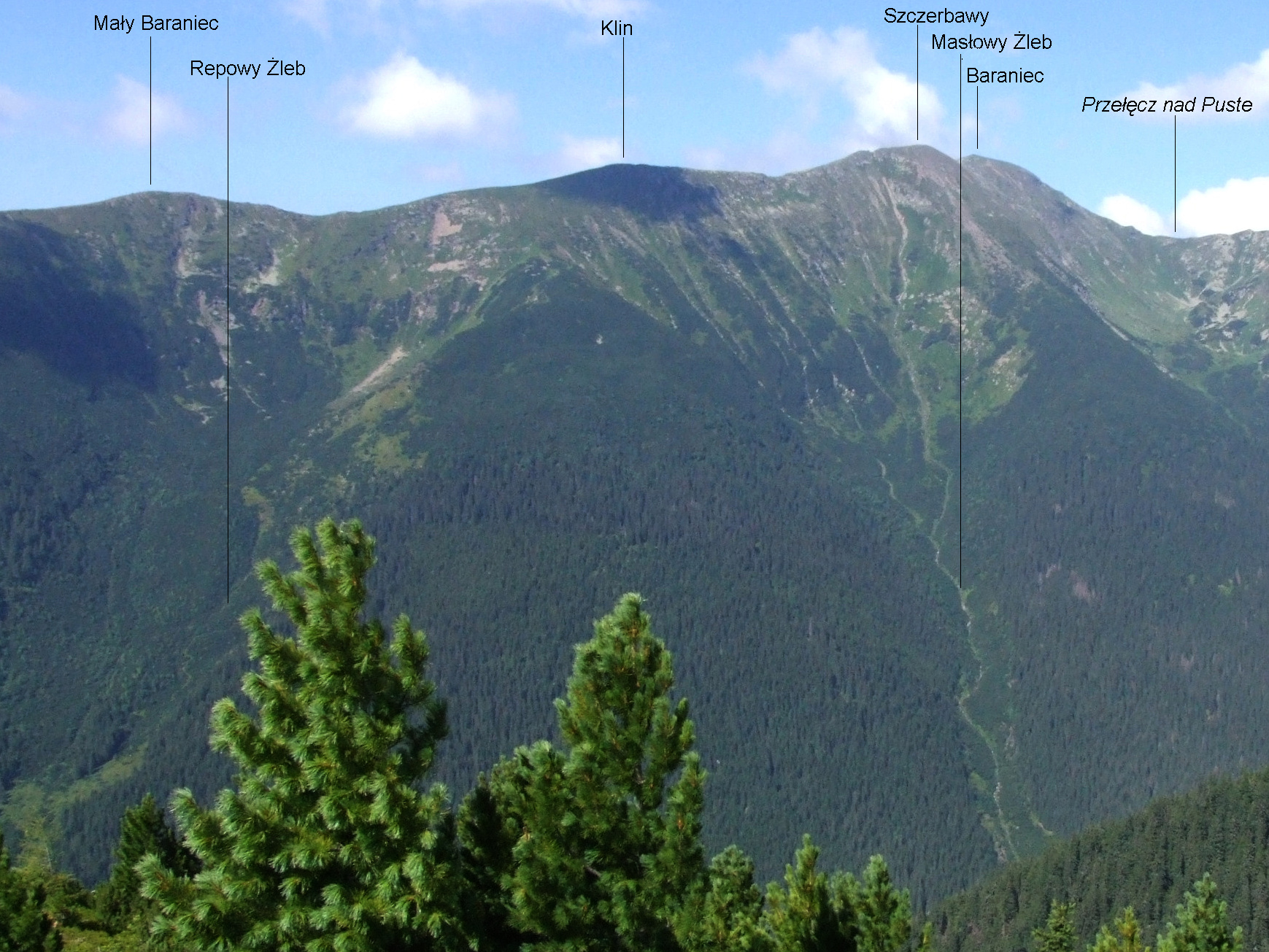
Widok z Otargańców

Rzepowy Żleb lub Repowy Żleb (słow. Repa) – żleb opadający z grani Barańców do Doliny Jamnickiej w słowackich Tatrach Zachodnich. Nazwę Rzepowy Żleb podaje mapa turystyczna, nazwę Repowy Żleb – przewodnik Tatry Zachodnie. Słowacja. Jest to jeden z siedmiu żlebów Barańców opadających do Doliny Jamnickiej, trzeci w kolejności od południa na północ. Opada spod przełęczy między Klinem (2044 m) a Małym Barańcem (1947 m) do polany Majerczysko (ok. 1020 m) na dnie Doliny Jamnickiej. Jest to żleb suchy, potok płynie w nim jedynie okresowo. Zimą Rzepowym Żlebem schodzą lawiny.